# 湖泊

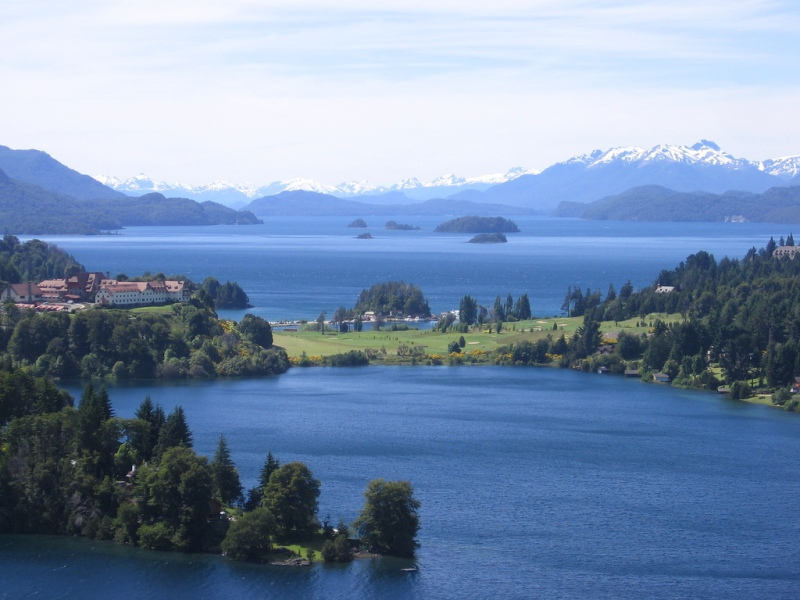
位於阿根廷內格羅河省的納韋爾瓦皮湖

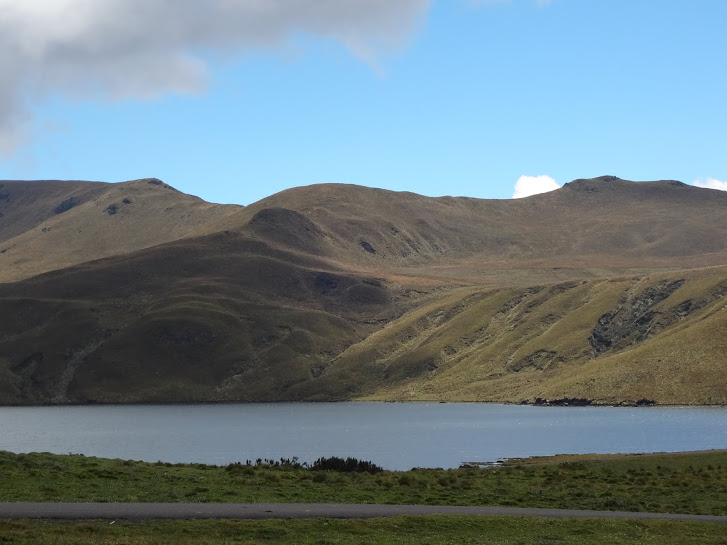
安第斯山脉湖泊

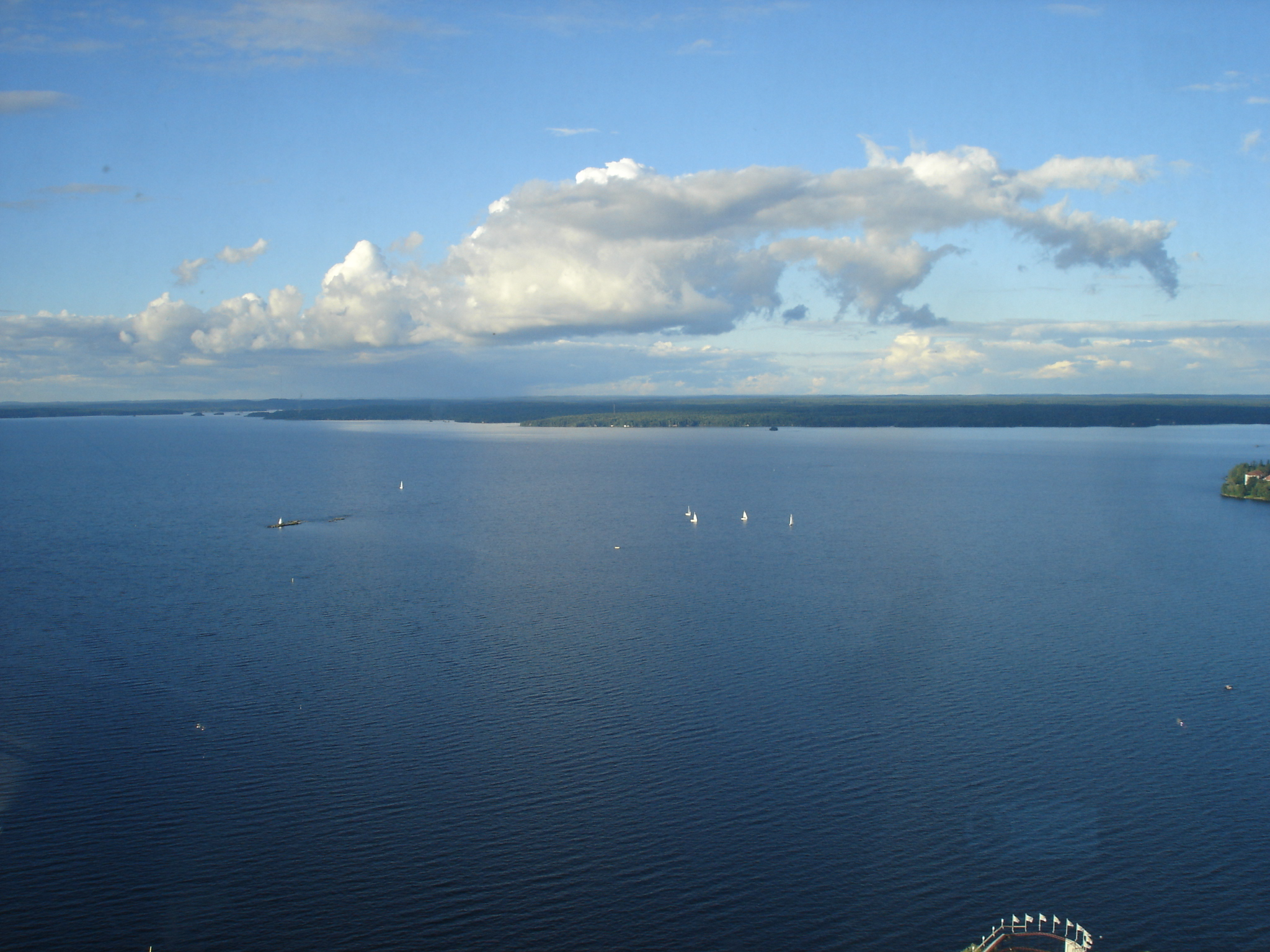
奈西湖在坦佩雷附近

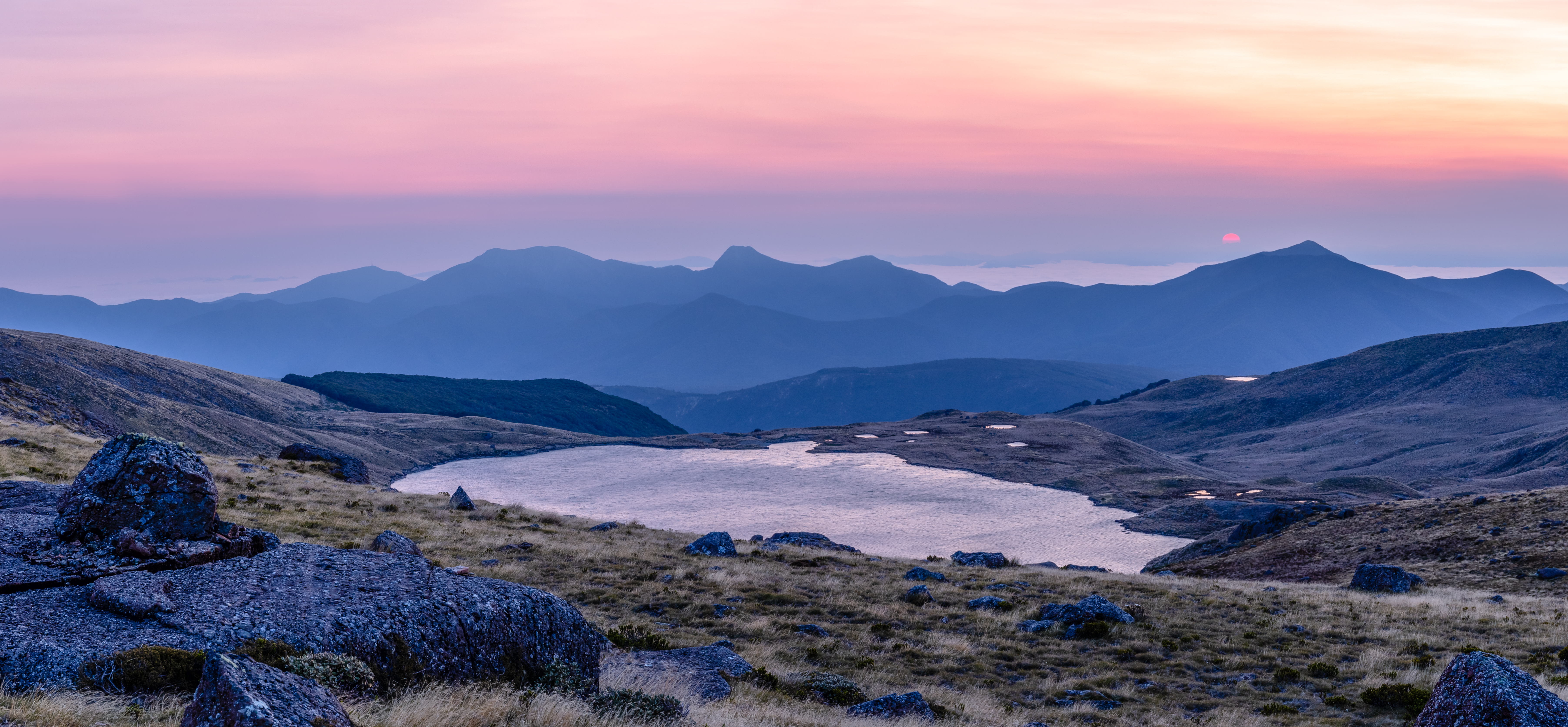
卡胡朗吉国家公园的西尔维斯特湖（Lake Sylvester）

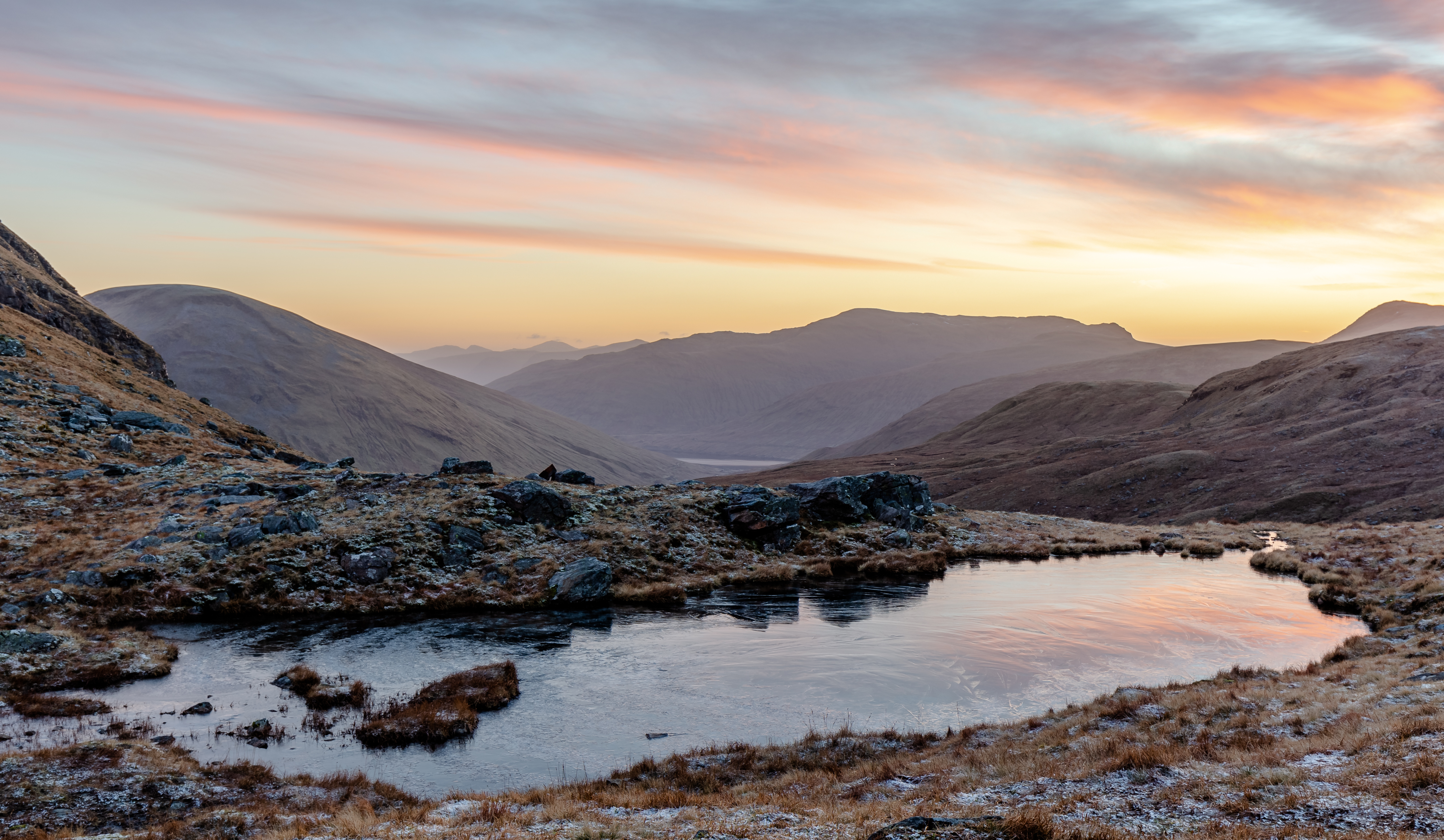
苏格兰高地一处鞍状山脊的湖泊

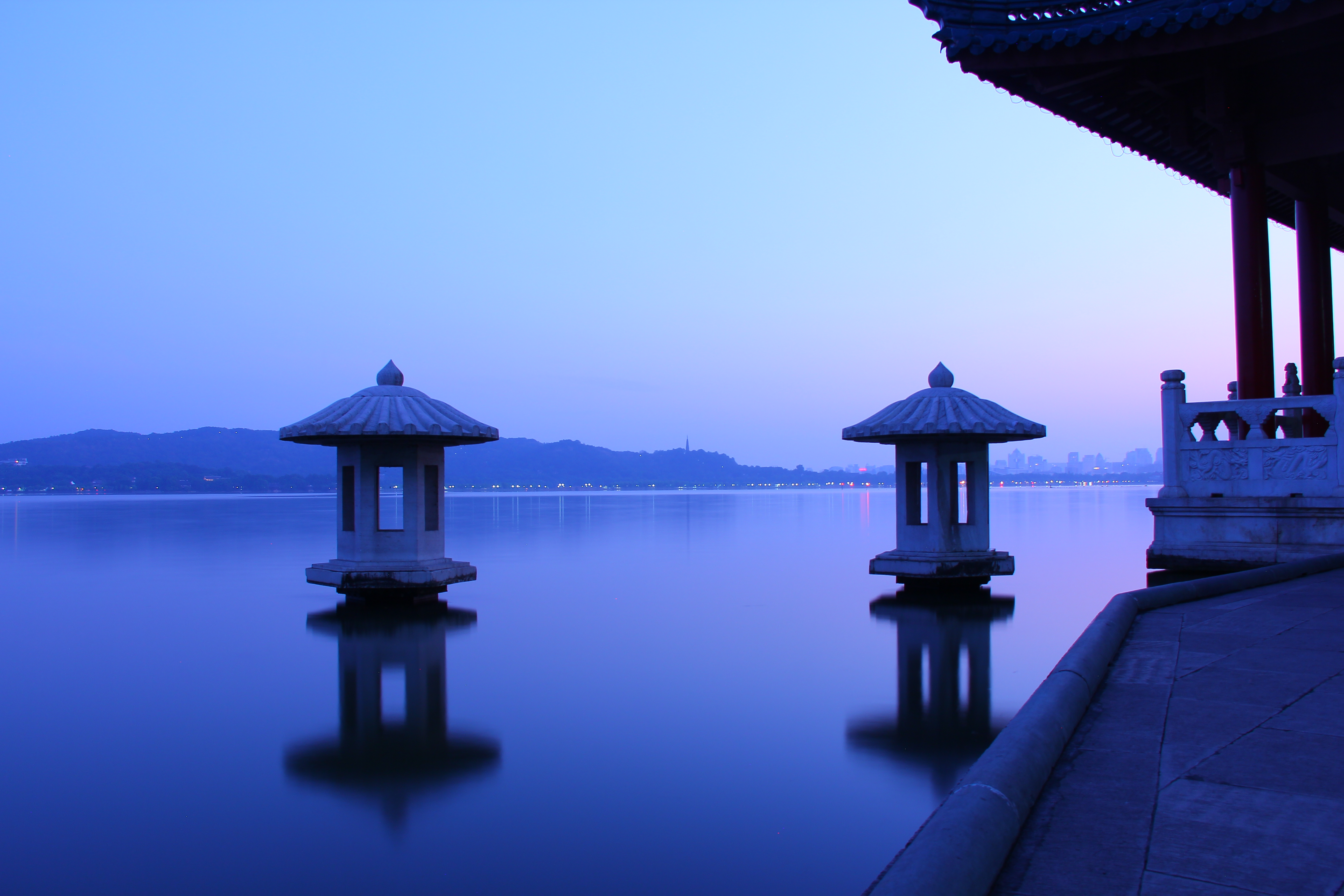
杭州西湖

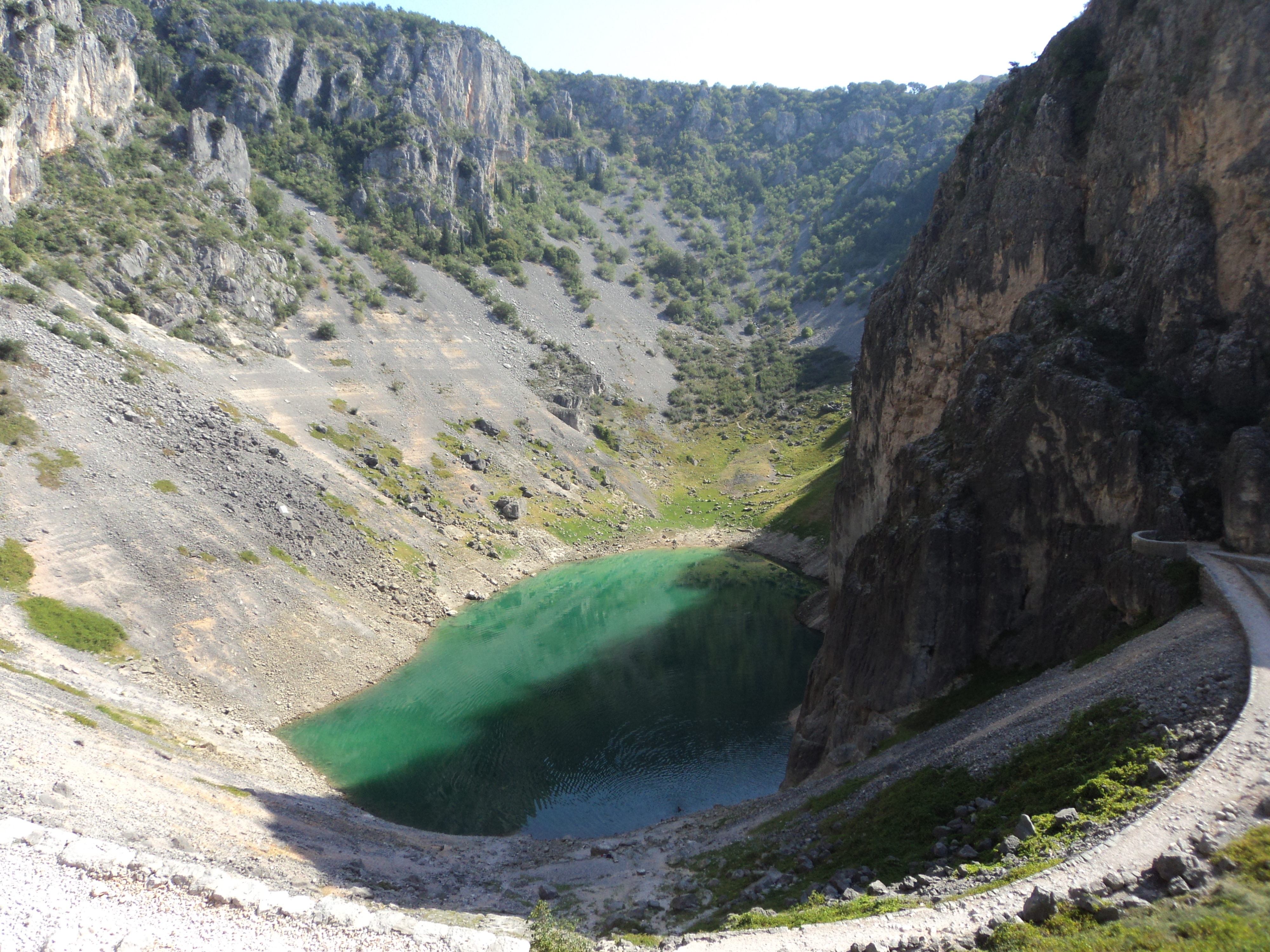
克羅埃西亞的「藍湖」（Blue Lake）

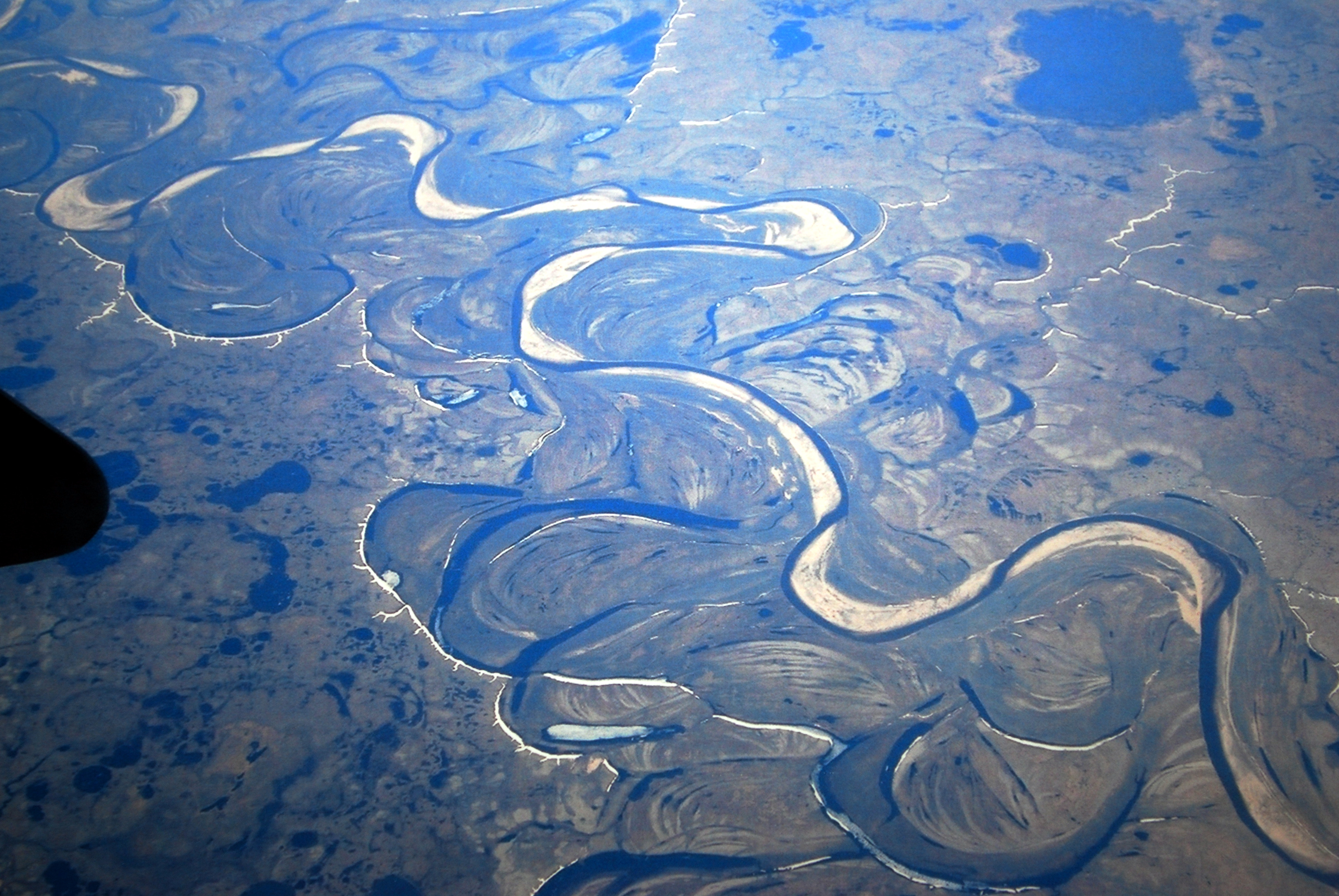
牛軛湖湖泊群空拍照（俄羅斯）

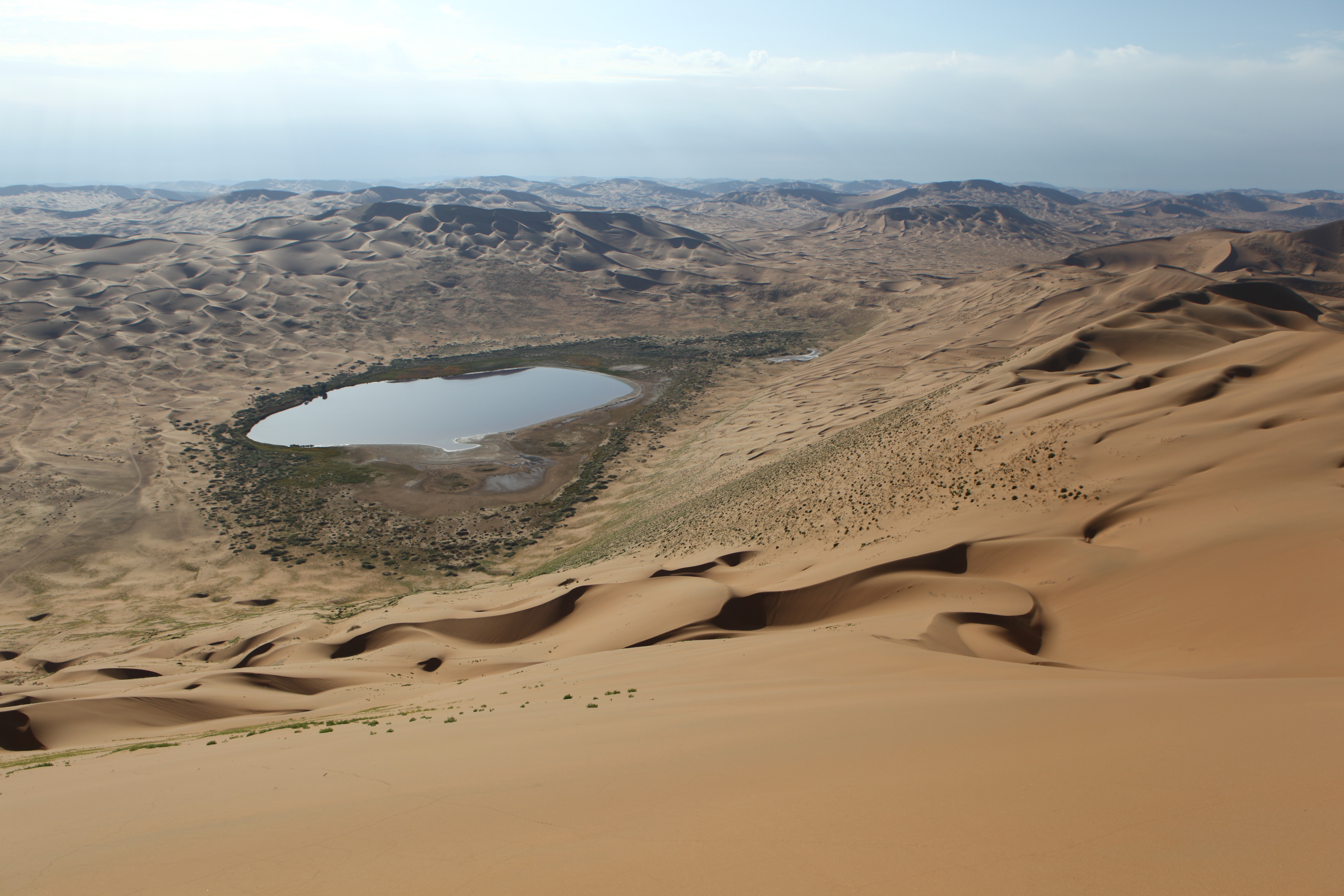
巴丹吉林沙漠的湖泊

湖泊（lake）是内陆洼地中相对静止、有一定面积，不与海洋发生直接联系的水体。全世界共有约1.17亿个湖泊，共覆盖了地球近500万平方公里。
從地球歷史上來看，湖泊只是暫時存在的水體，會受到泥沙淤積而慢慢陸化；除了少數古老湖泊，如貝加爾湖，絕大多數湖泊的形成年代都只能回溯到更新世冰河時期。

## 种类
有河流流出的湖通常是淡水湖（外流湖）。沒有河流流出的湖則幾乎是鹹水湖，稱爲内流湖（或內陸湖），但也有少數像乍得湖一般（因為人為斷流），仍然是淡水湖的內流湖。
根据水温、营养物质含量的不同，湖泊可以分为贫养、中养和富养三类，贫营湖泊水温低，營养物质含量少，優养湖泊则相反。而普養則在兩者之間；湖泊从貧养转化为優养是一个自然的过程，无论人类是否干预都会发生，但是人类的干扰显著地加快了湖泊優养化的过程。湖泊優养化的最后阶段，会由於污泥的沉积，最终变为沼泽。同时，参考pH值又可分为酸性或碱性湖泊。
根据湖泊的地质构造和形成原因分为冰川湖、构造湖、河成湖、火山口湖、撞擊坑湖、喀斯特湖、人工湖等。
內陸海是指與大洋完全分離，或與之沒有直接連繫的大型水域，雖然因為其範圍廣大而被稱為「海」，但以地理學的角度來說，包括裏海和鹹海在內的大型水域其實都屬於湖泊一類，而非真正的海洋。世界上最大的內陸水域是裏海，其水量約佔全球湖泊總水量的44%。

## 生态意义
湖泊支持着非常重要的生态系统，湖水的平均深度一般在2米到100米左右，这是阳光能够穿透的深度，因此，湖水从上到下都能给生物足够的能量，维持丰富的生物。

## 成因
湖泊地形形成原因：
| 湖泊類型            | 成因                     | 說明 |
| ------------------- | ------------------------ | --- |
| 构造湖              | 地壳内力作用             | - 构造湖是指由地壳内力作用（如斷裂、斷層、地塹、板塊）所产生的构造湖盆，经贮水而形成的湖泊。例如：滇池、抚仙湖、鹹海、琵琶湖、青海湖、的的喀喀湖、維多利亞湖。 - 裂谷湖是一种特殊形态的构造湖，因板塊擴張或裂谷張裂的地質作用所形成。例如：東非大裂谷湖泊群、死海、貝加爾湖、賽里木湖、沃斯托克湖。 |
| 火口湖              | 火山口塌陷               | - 又稱為「火山口湖」、「火山湖」。 - 在火山口积水而形成的湖泊。 - 例如：长白山天池、多巴湖、火山口湖 (美國)、陶波湖、黃石湖、博爾塞納湖、尼奧斯湖、藍湖 (南澳洲)、伊拉蘇火山湖、屈斜路湖。 |
| 河成湖              | 河川作用                 | - 河成湖形成原因如下述幾種： 1. 河道迁徙、改道、截彎取直後廢棄的舊河道積水所形成的湖泊。 2. 河道淤塞所形成的湖泊。 3. 河川的堆積作用所形成的沖積平原上的窪地、或是洪水氾濫後遺留的沖積物堆積成的洼坑積水所形成的湖泊。 4. 幹流、支流河川或是兩條以上河系河川彼此的淤積、沖積、堆積速度差異、影響所形成的湖泊。 - 依照形成原因可分為牛轭湖（馬蹄湖）、窪地湖、洪水湖等細項。例如：洪湖、白洋淀、梁山泊。 - 牛轭湖：牛轭湖是一种河成湖、河跡湖，是由於河流截弯取直，弯曲的河道被废弃而形成的湖泊。例如：乌梁素海、密西西比河牛轭湖、排湖、白露湖。 |
| 堰塞湖              | 河道、河谷、山谷阻塞     | - 堰塞湖是由於因火山熔岩、火山碎屑流、山崩滑坡、泥石流等原因导致河谷、河床、山谷被堵塞而形成的湖泊。 - 例如：五大连池湖、唐家山堰塞湖、鏡泊湖、阿塔巴德湖、薩雷茲湖、夢幻湖。 |
| 冰蚀湖 （冰川湖）   | 冰川作用                 | - 又稱為「冰川湖」、「冰河湖」、「冰緣湖」，可分為槽谷湖、帶狀湖、冰斗湖、冰磧湖、冰川堰塞湖等細類。 - 形成原因如下述幾種： 1. 冰川挖蚀形成的洼坑、冰川槽谷、冰斗圈谷积水而形成湖泊。 2. 冰川消融後遺留的冰碛物堆積形成的洼坑或是堵塞河道、河谷經积水而形成湖泊。 - 例如：天山天池、新路海、溫德米爾湖、嘉明湖、萊芒湖、五大湖、喀納斯湖、科莫湖、布萊德湖、雲之淚湖、翠池、巴哈阿爾普湖。 |
| 喀斯特湖 （岩溶湖） | 可溶性岩石溶蚀、結晶沉積 | - 又稱為「岩溶湖」、「溶解湖」。 - 形成原因如下述幾種： 1. 可溶性岩石（碳酸鹽岩類、硫酸鹽岩、鹵鹽岩）地层经流水的长期溶蚀所产生的岩溶洼地、岩溶漏斗或落水洞等被堵经汇水而形成湖泊。 2. 可溶性岩石溶蚀所产生的地下空洞坍塌造成地表產生凹坑经汇水而形成湖泊。 3. 可溶性岩石溶蚀所产生的地下空洞汇水而形成地下湖泊。 4. 可溶性岩石溶蚀後於河床上結晶沉積形成的天然堤壩，经汇水而形成湖泊。 - 例如：草海、普利特維采湖群、九寨溝風景名勝區的湖泊、克羅埃西亞的「紅湖」和「藍湖」。                                                                   |
| 地底湖              | 地下洞穴                 | - 又稱為「地下湖泊」、「地湖」、「洞穴湖」、「地洞湖」，是指存在於地底下的湖泊。 - 地底湖大多出現在喀斯特地形中，其可溶性岩石地层经流水的长期溶蚀所產生的地下河、溶洞、地下瀑布、地下洞穴，而在較大面積的地下洞穴中積水形成湖泊。 - 例如：維也納地底湖、猛獁洞國家公園洞穴系統中的地湖、墨西哥尤卡坦半島的Cenotes、懷托摩洞穴的地底湖。 |
| 海跡湖              | 與海洋分離               | - 海跡湖原本是海洋的一部分，因受海平面下降、板塊運動、地質變遷、泥沙沉積或珊瑚礁和藻礁的生長，使原本與海洋連結的海灣、陸間海、內海、潟湖被迫與海洋分離形成湖泊。例如：裏海。 - 海成湖（潟湖、古潟湖）為海跡湖、潟湖的一種，指海湾的灣口處由於泥沙沉积而将海湾与海洋分隔而形成潟湖，當潟湖與海洋完全隔絕時就形成湖泊，但若尚未與海洋分隔开的潟湖則不分類為湖泊。（例如漲潮時會與海洋相連的潟湖不視為湖泊） - 例如：杭州西湖、帕圖斯潟湖、亞歷山德里娜湖、龐恰特雷恩湖。有学者认为太湖也曾是个古潟湖。                                             |
| 沙丘湖 （砂丘湖）   | 沙丘间窪地、阻塞水流     | - 沙丘间的洼地积水或是沙丘阻擋水流而形成的湖泊，通常位於砂島、沙漠或沿海地帶。 - 此外沙漠中沙丘间形成的湖泊又稱為风成湖。 - 例如：弗雷澤島的湖泊群、巴丹吉林沙漠的湖泊群。 |
| 風蝕湖 （風成湖）   | 風力作用                 | - 又稱為「風成湖」，這些湖泊通常位於乾燥區域，積水主要來自地下水、雨水、河水。 - 形成原因如下述幾種： 1. 風蝕湖：是指由風力侵蝕形成的湖泊，乾旱地區當強大風力作用長期吹蝕鬆散的地面物質時會形成大小不等的窪地，這些窪地積水後就成為風蝕湖。 2. 風成湖：是指沙漠中由風力作用堆積沙子成為延綿的沙丘，在沙丘間形成窪地並積水後就成為風成湖。 - 例如：烏蘭湖、月牙泉、查干諾爾、艾比湖、巴丹吉林沙漠的湖泊群、塔克拉瑪干沙漠的湖泊群。 |
| 撞擊坑湖            | 隕石、彗星撞擊坑         | - 又稱為「隕石坑湖」。 - 隕石、彗星撞擊地表產生凹坑經積水而形成湖泊。例如：馬尼夸根隕石坑、舒梅克撞擊坑、博蘇姆維湖、埃利格格特根湖、喀拉庫勒湖 (塔吉克斯坦)。 |
| 泉水湖 （湧泉湖）   | 地下水湧出               | - 形成原因如下述幾種： 1. 地下水流遇到不透水岩層阻擋而向上流動於地勢低窪處湧出地面形成湖泊。 2. 地下水沿著斷層、地層中的孔隙或裂縫湧出地面形成湧泉、噴泉、冷泉後於地勢低漥處匯集形成湖泊。 3. 因春季融水、降雨或洪水導致地下水位上升，於地勢低窪處湧出地面形成湖泊。 4. 地下水受地熱作用湧出地面形成溫泉、間歇泉後於地勢低漥處匯集形成湖泊，此類湖泊又稱為地熱湖、溫泉湖。 - 例如：大明湖、錫瓦綠洲中的湖泊。 |
| 地熱湖 （溫泉湖）   | 地熱作用                 | - 地熱湖是一种特殊形态的泉水湖。地熱活動使地下水加熱並上升到地表形成溫泉、間歇泉後於地勢低漥處匯集形成湖泊。這些湖泊通常位於火山活動區或地熱活躍區，水溫常年保持較高，甚至可以達到沸點。 - 例如：大稜鏡溫泉、煎鍋湖、黑維茲湖、黃石公園湖泊群、溫泉湖、藍潟湖 (冰島)。 |
| 冰下湖              | 永凍冰層底部             | - 冰下湖是指存在於永凍冰層下方的液態水體湖泊，分布於南極、北極、高緯度、高海拔且冰層、冰原、冰帽、冰河等終年存在不會融化的地區。 - 冰下湖形成原因如下述幾種： 1. 地熱作用使得湖水溫度高於熔點不會結冰 2. 冰層阻隔湖水和冷空氣接觸，讓湖水溫度保持在冰點之上 3. 厚重冰層的巨大壓力下使水的凝固點下降，底部產生液態水 - 例如：南極的沃斯托克湖。 |
| 人工湖              | 人為製造                 | - 人工挖掘或在河道、海湾筑坝而形成的湖泊，最典型的人工湖為「水库」、「調整池」、「滯洪池」。例如：新安江水库、万宜水库、胡佛水庫、加通湖、金龍湖。某些天然湖泊经人工筑坝抬高水位后也可视为水库，例如：洪泽湖。 |

湖泊水體來源：
- 雨水
- 融水
- 河水、溪水、江水、地下河河水
- 地下水、地下伏流水、湧泉水
- 地表水：地底湖的水源。
- 人工引水道、運河、輸水管線、水圳、水渠、江堰...等所輸送的水

## 称谓
汉语中湖泊的称谓有很多种，不同的地域有各自特色的称谓，中国西部的湖泊有时会根据该地少数民族的叫法而采取音译。
- 中國东部

常用称谓有：湖、泊、池、荡、淀、漾、氿、泡、海、浣、洼、潭、塘、澤、埤、泉、沼、濼等多种。
- 中國西部
  - 错（纳木错、班公错），通行于藏区。
  - 诺尔、淖爾、淖（查哈诺尔、腾格尔诺尔、察汗淖、九连城淖）
  - 茶卡（依布茶卡、茶卡盐湖），通行于藏区。
  - 海子（盐海子、碱海子），通行于蒙古地区、东北地区。
  - 库勒（阿克苏库勒、硝尔库勒）通行于西北新疆一带。

## 世界大湖
依面積計算：
| 排名 | 湖名                 | 洲     | 面積（km²） | 體積（km³） | 最大深度（m） | 所在國家                               | 備註                                         |
| ---- | -------------------- | ------ | ----------- | ----------- | ------------- | -------------------------------------- | -------------------------------------------- |
| 1    | 裏海                 | 歐亞   | 371,000     | 78,200      | 1,025         | 亞塞拜然/伊朗/哈薩克斯坦/俄羅斯/土庫曼 | 世界、亞洲第一大湖，蓄水量最多的湖泊，鹹水湖 |
| 2    | 蘇必略湖             | 北美洲 | 82,100      | 12,232      | 406           | 加拿大/美國                            | 世界第一大淡水湖，北美洲第一大湖，五大湖之一 |
| 3    | 維多利亞湖           | 非洲   | 68,870      | 2,760       | 80            | 肯亞/坦桑尼亞/烏干達                   | 非洲第一大湖                                 |
| 4    | 休倫湖               | 北美洲 | 59,600      | 3,540       | 229           | 加拿大/美國                            | 北美五大湖之一                               |
| 5    | 密西根湖             | 北美洲 | 57,800      | 4,920       | 282           | 美國                                   | 北美五大湖之一                               |
| 6    | 坦干伊喀湖           | 非洲   | 32,900      | 18,900      | 1,470         | 蒲隆地/剛果民主共和國/坦桑尼亞/贊比亞  |                                              |
| 7    | 貝加爾湖             | 亞洲   | 31,494      | 23,600      | 1,642         | 俄羅斯                                 | 世界第一深湖、最古老的湖泊                   |
| 8    | 大熊湖               | 北美洲 | 31,153      | 2,292       | 446           | 加拿大                                 |                                              |
| 9    | 馬拉威湖（尼亞薩湖） | 非洲   | 29,500      | 7,775       | 706           | 馬拉威/莫三比克/坦桑尼亞               |                                              |
| 10   | 大奴湖               | 北美洲 | 27,000      | 2,088       | 614           | 加拿大                                 |                                              |
| 11   | 伊利湖               | 北美洲 | 25,700      | 484         | 64            | 加拿大/美國                            | 北美五大湖之一                               |
| 12   | 溫尼伯湖             | 北美洲 | 24,500      | 371         | 36            | 加拿大                                 |                                              |
| 13   | 安大略湖             | 北美洲 | 18,960      | 1,640       | 244           | 加拿大/美國                            | 北美五大湖之一                               |
| 14   | 巴爾喀什湖           | 亞洲   | 17,580      | 122         | 27            | 哈薩克斯坦                             | 東半部為鹹水湖，西半部為淡水湖               |
| 15   | 鹹海                 | 亞洲   | 17,158      | 193         | 40.4          | 哈薩克斯坦/烏茲別克                    | 鹹水湖，1960年時約68,000平方公里             |
| 16   | 拉多加湖             | 歐洲   | 16,400      | 908         | 230           | 俄羅斯                                 | 歐洲第一大湖                                 |
| 17   | 馬拉開波湖           | 南美洲 | 13,010      | 280         | 60            | 委內瑞拉                               | 鹹水潟湖                                     |
| 18   | 洞里薩湖             | 亞洲   | 13,000      | 40          | 10            | 柬埔寨                                 |                                              |
| 19   | 帕图斯湖             | 南美洲 | 10,140      | -           | -             | 巴西                                   | 鹹水潟湖                                     |
| 20   | 奧涅加湖             | 歐洲   | 9,890       | 280         | 120           | 俄羅斯                                 |                                              |

依體積計算：
| 排名 | 湖名                 | 洲     | 體積（km³） | 面積（km²） | 最大深度（m） | 所在國家                               | 備註                                         |
| ---- | -------------------- | ------ | ----------- | ----------- | ------------- | -------------------------------------- | -------------------------------------------- |
| 1    | 裏海                 | 歐亞   | 78,200      | 371,000     | 1,025         | 亞塞拜然/伊朗/哈薩克斯坦/俄羅斯/土庫曼 | 世界、亞洲第一大湖，蓄水量最多的湖泊，鹹水湖 |
| 2    | 貝加爾湖             | 亞洲   | 23,600      | 31,494      | 1,940         | 俄羅斯                                 | 世界第一深湖、最古老的湖泊                   |
| 3    | 坦干伊喀湖           | 非洲   | 18,900      | 32,900      | 1,470         | 蒲隆地/剛果民主共和國/坦桑尼亞/贊比亞  |                                              |
| 4    | 蘇必略湖             | 北美洲 | 12,232      | 82,100      | 406           | 加拿大/美國                            | 世界第一大淡水湖，北美洲第一大湖，五大湖之一 |
| 5    | 馬拉威湖（尼亞薩湖） | 非洲   | 7,775       | 29,500      | 706           | 馬拉威/莫三比克/坦桑尼亞               |                                              |
| 6    | 密西根湖             | 北美洲 | 4,920       | 57,800      | 282           | 美國                                   | 北美五大湖之一                               |
| 7    | 休倫湖               | 北美洲 | 3,540       | 59,600      | 229           | 加拿大/美國                            | 北美五大湖之一                               |
| 8    | 維多利亞湖           | 非洲   | 2,760       | 68,870      | 80            | 肯亞/坦桑尼亞/烏干達                   | 非洲第一大湖                                 |
| 9    | 大熊湖               | 北美洲 | 2,292       | 31,153      | 446           | 加拿大                                 |                                              |
| 10   | 大奴湖               | 北美洲 | 2,088       | 27,000      | 614           | 加拿大                                 |                                              |

資料來源：World Lakes Network （页面存档备份，存于）
参见湖泊面积列表。

## 湖泊之最
- 最大的湖泊及鹹水湖：裏海（面積達371,000平方公里）
- 最大的淡水湖：蘇必略湖（面積達82,100平方公里）
- 最大的人工湖：沃尔特水库（面積達8,502平方公里）
- 最大的火山湖：多巴湖（面積達1,130平方公里）
- 最深的湖泊及淡水湖：貝加爾湖（水深達1,940米）
- 最深的鹹水湖：死海（水深達330米）
- 最高的湖泊及鹹水湖：納木錯（湖面海拔4,718米）
- 最高的淡水湖：瑪旁雍錯（湖面海拔4,585米）
- 最低的湖泊：死海（湖面海拔負418米）
- 最鹹的湖泊：死海（湖水鹽度達30%，為一般海水的8.6倍）
- 最長的湖泊：坦干依喀湖（長度大約660公里）
- 最古老的湖泊：貝加爾湖（已經在地球上存在超過2,500萬年）
- 蓄水量最多的湖泊及鹹水湖：裏海（體積達78,200立方公里）
- 蓄水量最多的淡水湖：貝加爾湖（體積達23,600立方公里）
- 蓄水量最多的人工湖：布拉茨克水库（體積達169立方公里）